# (6623) Trioconbrio
(6623) Trioconbrio es un asteroide perteneciente al cinturón de asteroides, región del sistema solar que se encuentra entre las órbitas de Marte y Júpiter.
Fue descubierto el 25 de junio de 1979 por Eleanor F. Helin y Schelte John Bus  desde el Observatorio de Siding Spring, Nueva Gales del Sur, Australia.

## Designación y nombre
Designado provisionalmente como 1979 MY2, fue Nombrado por Trio con Brio Copenhagen, el conjunto musical líder en Dinamarca. El trío se formó en 1999 y está formado por Jens Elvekjaer (piano), Soo-Kyung Hong (violonchelo) y Soo-Jin Hong (violín). Además de sus exploraciones del repertorio central del trío de piano, han sido aclamados por su defensa de la música contemporánea.

## Características orbitales
Trioconbrio está situado a una distancia media del Sol de 2,486 ua, pudiendo alejarse hasta 2,817 ua y acercarse hasta 2,155 ua. Su excentricidad es 0,133 y la inclinación orbital 4,562 grados. Emplea 1432,02 días en completar una órbita alrededor del Sol.

## Características físicas
La magnitud absoluta de Trioconbrio es 14,98. Tiene 5,480 km de diámetro y su albedo se estima en 0,085.